# Blennospora phlegmatocarpa
Blennospora phlegmatocarpa là một loài thực vật có hoa trong họ Cúc. Loài này được (Diels) P.S.Short mô tả khoa học đầu tiên năm 1981.